# カテゴリ：フリークス
『カテゴリ:フリークス』は、極楽院櫻子の漫画作品。『コミックバーズ』（幻冬舎コミックス）2002年8月号より連載され、2007年4月25日にドラマCDが発売された。2009年9月24日に、コミックス最終巻となる4巻が発売された。

## 概要
東京を舞台に、フリークス退治を請け負う那波超常事件調査事務所の活躍を描く。

## 主な登場人物
※キャストはドラマCDのものである。
那波 浅葱（ななみ あさぎ）
声：石田彰
本作の主人公。那波超常事件調査の所長。泉水を自身に寄生させてフリークスと戦う。中学生くらいに見えるが、数十年外見は変わっていない。時には女装して捜査することも。ヘビースモーカー。
天野 尚喜（あまの なおき）
声：小野大輔
大学生。那波の事務所でバイトをしている。フリークスに立ち向かう能力は皆無の、普通な人間。浅葱とは中学以来の縁。初恋は女装した浅葱。曽祖父がかつて浅葱たちの仲間だった。
兎姫古（ときこ）
声：田村ゆかり
那波のフリークス退治のお供をする。見た目は美少女だが、頭の中身はウサギ並み。フォークとナイフを手に、退治されたフリークスの後始末をする（食べ尽くす）。
泉水（いずみ）
声：鳥海浩輔
那波のリミッター役。なんでもそつなくこなす気立ての良い人。浅葱に寄生すると、大きな一つ目となって浅葱の腹部に現れる。片目を失っている。浅葱に対してはセクハラ発言が出ることも。
吉野 まひめ（よしの まひめ）
声：桑島法子
那波の事務所でお手伝いとして働いている。普段は眼鏡をかけているが、もう1つの人格、やひろになると眼鏡を外し、粗暴な性格となる。やひろはフリークスで、身体を共有するに至った理由は不明。
東の御方（ひがしのおんかた）
浅葱や他のスタンドたちを束ねる人物。浅葱と瓜二つで、セーラー服を着ているが男性。浅葱の父親であり、浅葱の母親を殺したフリークスという存在を激しく憎んでいる。
鳴川 真朱（なるかわ まそほ）
伸縮自在な刃物状に変形する指を武器にフリークスと戦う。血生臭い事件を好み、那波から嫌われている。
姫墨（きすみ）
鳴川真朱に付き従っている。兎姫古、茶姫と違い、普通に喋ることができる。間が悪い性格。
柏 鳩羽（かしわ はとば）
鞭のような黒い紐を振るいフリークスと戦う。女好きだが、女側からは嫌われないという性格。
茶姫（さき）
柏鳩羽に付き従っている。兎姫古とは仲良し。

## 用語
フリークス
人間の負の感情から生まれ人に害を成す存在。しかし、まれに例外も存在し、定義は不確か。
スタンド
"立ち向かう物"。フリークスの天敵であり、同時にフリークスが天敵でもある存在。御方を頂点として浅葱、真朱、鳩羽の3人がいる。
兎
兎姫古、姫墨、茶姫をまとめた呼び方。人間なら瀕死の重傷を負っても平気な謎の存在。フリークスを主食としている。